# Krishna Janmashtami

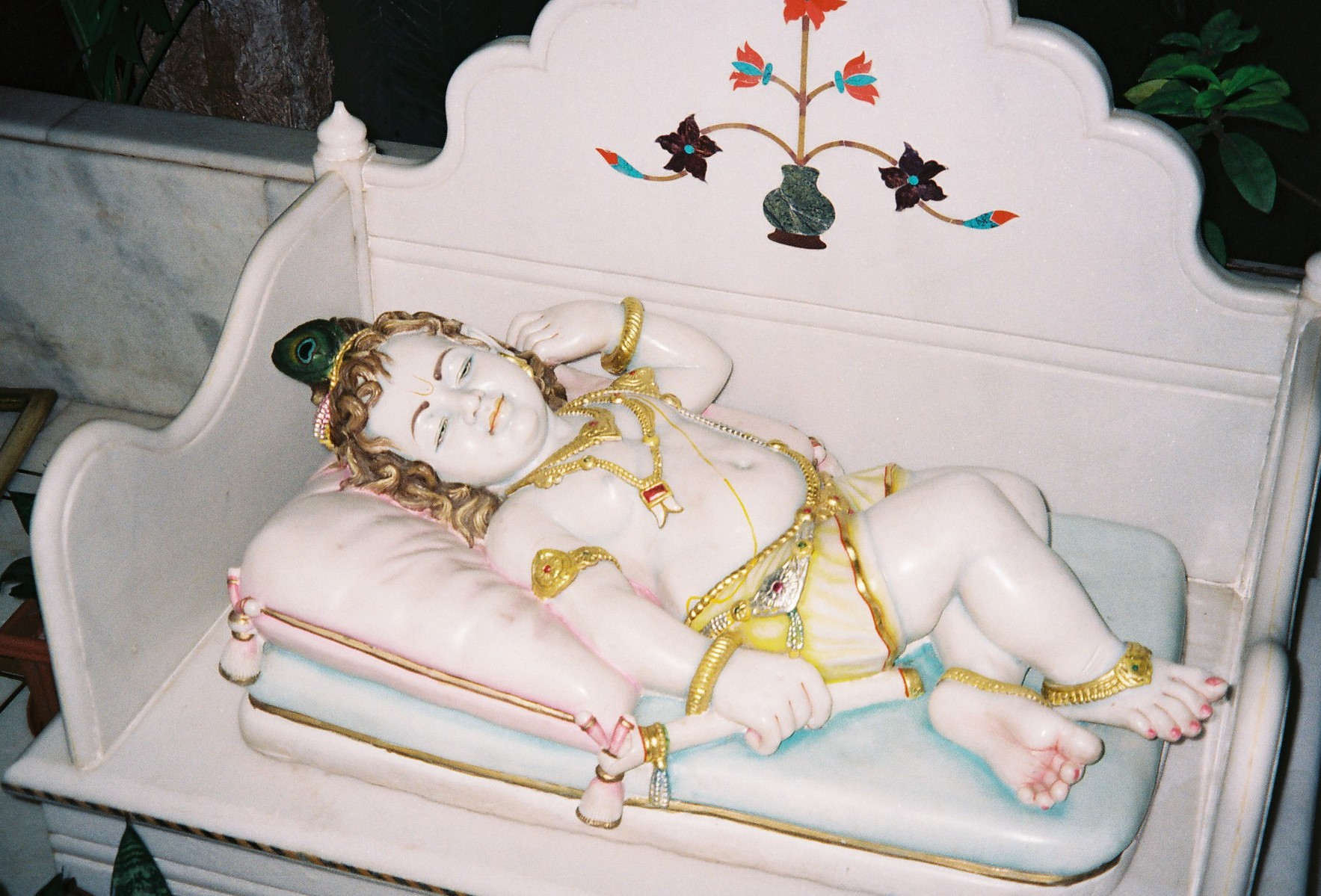
Krishna nadó

La Krixna Janmaixtami, també coneguda com a Janmaixtami, Krishna Krishnashtami, Saatam Aatham, Gokulashtami, Ashtami Rohini, Srikrishna Jayanti o Sree Jayanthi és una festa tradicional de l'hinduisme que celebra el naixement de Krixna, un avatar del déu Vixnu.
Se celebra a diverses zones del país de maneres diferents, per exemple a Maharashtra es fa amb govindes. Com la Pasqua cristiana, és una festa la data de la qual oscil·la segons l'any. Cau sempre entre finals d'agost i principis de setembre. Està marcada pel calendari hindú lunar. Se celebra el vuitè dia lunar, a la primera quinzena, del sisè mes, bhaadra, que al calendari lunar comença a la primera lluna plena d'aquest mes i al calendari oficial del govern (no lunar) va del 23 d'agost al 22 de setembre.